# Stanford in the Vale
Stanford in the Vale är en ort och civil parish i Storbritannien.   Den ligger i grevskapet Oxfordshire och riksdelen England, i den södra delen av landet, 100 km väster om huvudstaden London. Stanford in the Vale ligger 77 meter över havet och antalet invånare är 1 865.
Terrängen runt Stanford in the Vale är huvudsakligen platt, men söderut är den kuperad.Runt Stanford in the Vale är det ganska tätbefolkat, med 207 invånare per kvadratkilometer. Närmaste större samhälle är Abingdon, 15,8 km öster om Stanford in the Vale. Trakten runt Stanford in the Vale består till största delen av jordbruksmark.